# 张斗 (企业家)
张斗（1969年—）是一位中国企业家，高清MV分享网站音悦台董事长兼首席执行官。

## 生平
1969年出生于安徽宿州，2000加入阿里巴巴集团担任业务拓展经理，2002年先后创办Icast富媒体广告和BBSEE网站，由于女儿是韩国偶像团体Super Junior的粉丝，多次抱怨过网上的MV质量差，受此启发2009年7月创立音悦Tai。
2019年5月因拖欠中国男子偶像组合ONER专辑销售款项1000多万元被告上法庭。